# Aune Heggebø
Aune Selland Heggebø (* 29. Juli 2001 in Bergen) ist ein norwegischer Fußballspieler.
Seine Ausbildung genoss er bei Brann Bergen und im Jahr 2018 absolvierte er sein erstes Pflichtspiel für die Profimannschaft. Zudem ist Heggebø auch Nachwuchsnationalspieler seines skandinavischen Herkunftslandes gewesen.

## Karriere als Fußballspieler

### Laufbahn im Vereinsfußball
Aune Heggebø wurde in Bergen geboren und begann mit dem Fußballspielen im 13 Kilometer entfernten Rådal bei IL Bjarg, bevor er im Alter von 13 Jahren zu Brann Bergen wechselte. Er gab am 18. April 2018 im Alter von gerade mal 16 Jahren sein Pflichtspieldebüt für die Profimannschaft, als er im norwegischen Pokal bei IL Sandviken in der 61. Minute für Henrik Kjelsrud Johansen eingewechselt wurde und vier Minuten später das Tor zum 6:1-Endstand erzielte. In der Saison 2019 kam Heggebø nicht oft für die Profis zum Einsatz. Zudem war er während dieser Spielzeit eine Zeit lang an den Zweitligisten Nest-Sotra FK verliehen. Im Juli 2020 wurde Aune Heggebø an Øygarden FK verliehen. Dort wurde er schnell Stammspieler und wurde dabei hauptsächlich im Sturmzentrum eingesetzt. Heggebø spielte mit Øygarden gegen den Abstieg und stieg schließlich als Tabellenletzter in die dritte Liga ab, daran konnten auch seine neun Vorlagen und acht selbst erzielte Treffer nichts ändern. Der Leihvertrag lief aus und er kehrte zu Brann Bergen zurück, wo er sich zunächst schwertat, aber ab August 2021 Stammspieler wurde. Aune Heggebø schoss acht Tore und gab zwei Vorlagen, jedoch musste er mit seinem Verein in das Entscheidungsspiel gegen den Zweitligisten FK Jerv. Dort erzielte er in der 49. Minute den zwischenzeitlichen Treffer zum 1:1-Ausgleich und hatte in der Verlängerung jeweils die Tore zum 3:3- sowie zum 4:4-Ausgleich vorbereitet, jedoch unterlag Brann Bergen im Elfmeterschießen und stieg somit in die zweite Liga ab. Heggebø hielt seinem Jugendverein die Treue und ging mit ihnen ins Unterhaus, wo er regelmäßig zum Einsatz kam, jedoch stand er nicht immer in der Anfangself. Mit drei Vorlagen und 13 selbst erzielten Toren trug er zum umgehenden Wiederaufstieg in das Oberhaus bei. Zudem gewann Brann Bergen den norwegischen Pokal, nachdem im Finale Lillestrøm SK mit 2:0 geschlagen wurde. 
Wieder in der ersten Liga angekommen, spielte der Verein um einen Platz für die europäischen Wettbewerbe und wurde dabei Vizemeister. Aune Heggebø kam zu 22 Einsätzen, stand aber nur zweimal in der Anfangself. Als Vizemeister qualifizierte sich Brann Bergen für die dritte Qualifikationsrunde zur Conference League und setzte sich dort gegen den portugiesischen Vertreter FC Arouca durch, schied aber dann in den Play-offs gegen AZ Alkmaar aus. In der Liga wurde der Verein erneut Vizemeister. Mit elf Toren zeigte sich dabei Heggebø treffsicher, war aber auch nicht immer Teil der Anfangself.

### Karriere in der Nationalmannschaft
Aune Heggebø ist Nachwuchsnationalspieler Norwegens gewesen und kam dabei für die Mannschaften der Altersklassen U18, U20 und U21 zum Einsatz.